# Leucon bacescui
Leucon bacescui är en kräftdjursart som beskrevs av Petrescu 1994. Leucon bacescui ingår i släktet Leucon och familjen Leuconidae. Inga underarter finns listade i Catalogue of Life.